# Малка бодлива акула
Малката бодлива акула (Squalus blainville) е акула от род Squalus, обитаваща континенталния шелф във всички океани на дълбочина между 15 и 800 m. Достига дължина един метър.